# František Kopuletý (odbojář)
František Kopuletý (6. dubna 1913 Týn – 3. srpna 1951 Jihlava) byl český lesník a protikomunistický odbojář odsouzený v politickém procesu komunistickým režimem k trestu smrti a v roce 1951 popraven.

## Životopis
Narodil se v roce 1913 v Týnu. Po absolvování pěti let obecné školy chodil dva roky na měšťanskou školu a další dva roky na hospodářskou školu. Poté působil jako lesní hajný v Předíně, žil v Heralticích. Se svou ženou Boženou měl jedno dítě.
Po únoru 1948 se zapojil do protikomunistického odboje. Za tuto činnost byl později zatčen, když ukrýval odbojáře Drahoslava Němce a Ladislava Malého. V červenci 1951 byl v politickém procesu v rámci případu Babice za trestné činy velezrady, loupeže, vraždy (a za několik dalších trestných činů) odsouzen k trestu smrti. Na začátku srpna 1951 zamítl jeho odvolání Nejvyšší soud a o několik dní později byl Kopuletý popraven v jihlavské věznici. V procesu byla odsouzena také jeho žena, která dostala dvacetiletý trest odnětí svobody. Propuštěna byla nakonec v roce 1962.

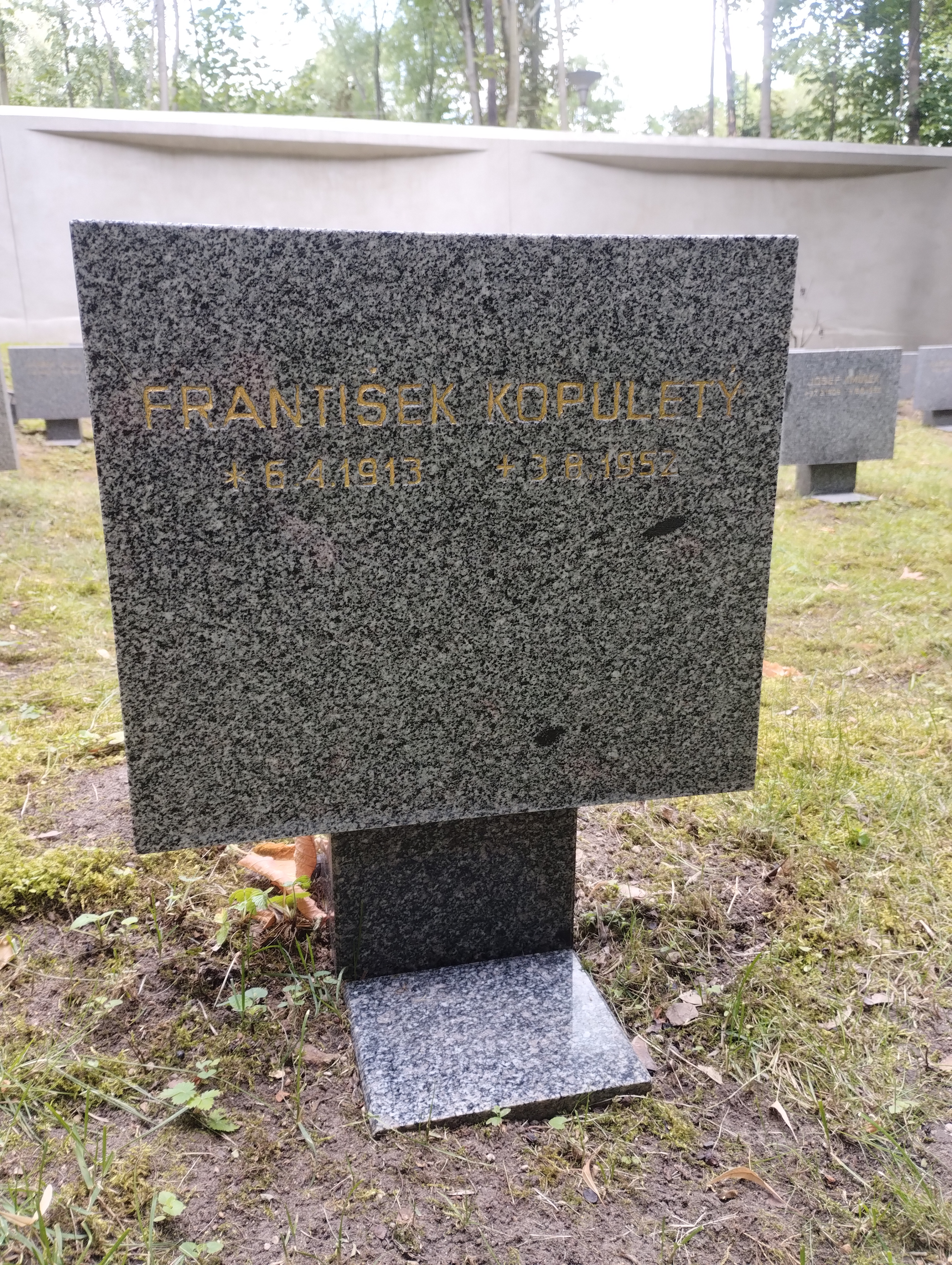
Symbolický náhrobek F. Kopuletého na Čestném pohřebišti v Ďáblicích

Rehabilitován byl po sametové revoluci v roce 1996. Na jeho památku byly instalovány dvě pamětní desky v Třebíči a Jihlavě.